# Kościół Matki Bożej Różańcowej w Bezrzeczu
Kościół Matki Bożej Różańcowej – rzymskokatolicki kościół parafialny, znajdujący się w Bezrzeczu w gminie Dobra (Szczecińska), w powiecie polickim (województwo zachodniopomorskie). Obiekt wpisany jest do rejestru zabytków.
Metryka kościoła w Bezrzeczu sięga XIII wieku, w 1286 roku bowiem biskup kamieński Hermann von Gleichen przekazał patronat nad nim kolegiacie Mariackiej w Szczecinie. Ówczesna świątynia została spalona w 1480 roku przez wojska brandenburskie i w kilka lat później na jej miejscu staraniem okolicznej ludności wzniesiono istniejący dzisiaj kościół. Usytuowana na planie prostokąta o wymiarach 15×9,4 m salowa budowla wymurowana została z kamieni granitowych. Nakryta jest dwuspadowym dachem. W elewacji południowej znajduje się ostrołukowy portal wejściowy. Pierwotne ostrołukowe okna w XVII wieku powiększono i zmieniono na odcinkowe. W latach 90. XIX wieku do nawy dostawiono murowaną z cegły wieżę nakrytą dachem wieżowym i przemurowano elewację wschodnią, dodając wieńczący ją neogotycki, trójkątny szczyt. Na wieży zawieszony jest dzwon odlany w 1855 roku przez szczecińskiego ludwisarza C. Vossa.
Kościół nie odniósł zniszczeń podczas II wojny światowej i 18 kwietnia 1946 roku konsekrowano go jako świątynię rzymskokatolicką pod wezwaniem Matki Bożej Różańcowej.
Wnętrze kościoła nakryte jest płaskim, drewnianym stropem. Z dawnego wyposażenia świątyni zachował się neorenesansowy prospekt organowy, świecznik wiszący, żeliwny krzyż ołtarzowy, pochodząca z XIX wieku rzeźba przedstawiająca ukrzyżowanego Jezusa oraz organy C.F. Voelknera Op. 148. Po 1945 roku zaginęły natomiast bez śladu ołtarz ambonowy z herbami rodów von Ramin i von Rohr, rzeźba anioła chrzcielnego, dwie misy chrzcielne (z XV wieku i 1757 roku) oraz tablice poświęcone żołnierzom poległym w wojnach 1813 i 1871 roku.